# Kimberleydillo waldockae
Kimberleydillo waldockae là một loài chân đều trong họ Armadillidae. Loài này được Dalens miêu tả khoa học năm 1993.